# Pseudovaginulina
Pseudovaginulina es un género de foraminífero bentónico considerado como nomen nudum e invalidado, aunque también considerado un sinónimo posterior de Citharina de la subfamilia Vaginulininae, de la familia Vaginulinidae, de la superfamilia Nodosarioidea, del suborden Lagenina y del orden Lagenida. Su especie tipo era Pseudovaginulina oxyacantha. Su rango cronoestratigráfico abarcaba el Ypresiense (Eoceno inferior).

## Clasificación
Pseudovaginulina incluía a la siguiente especie:
- Pseudovaginulina oxyacantha †